# Georgina von Wilczek
Georgina Norberta Johanna Franziska Antonie Marie Raphaela von Wilczek (Graz, 24 oktober 1921 - Grabs, 18 oktober 1989) was vorstin van Liechtenstein door haar huwelijk met vorst Frans Jozef II van Liechtenstein.
Georgina was enig kind en de dochter van graaf Ferdinand von Wilczek (1893-1977) en gravin Norbertine Kinsky von Wchinitz und Tettau (1888-1923), lid van de grafelijke tak van het geslacht Kinsky von Wchinitz und Tettau. Haar overgrootvader was graaf Johann Nepomuk von Wilczek (1837-1922), een Oostenrijks poolonderzoeker.
Op 7 maart 1943 trouwde ze met de Liechtensteinse vorst Frans Jozef II. Tijdens de Tweede Wereldoorlog zette de vorstin zich in voor gevluchte dwangarbeiders en krijgsgevangenen en stichtte op 22 juni 1945 het Liechtensteinse Rode Kruis, waarvan ze tot 1984 ook de voorzitster was.
Frans Jozef II en Georgina hadden samen vijf kinderen:
- Hans Adam II (Zürich, 14 februari 1945)
- Filips Erasmus (Zürich, 19 augustus 1946)
- Nicolaas (Zürich, 24 oktober 1947)
- Nora (Zürich, 31 oktober 1950)
- Wenceslaus (Zürich, 19 november 1962 - Vaduz, 28 februari 1991).

Vorstin Georgina stierf in een Zwitsers ziekenhuis, amper één maand voor de dood van haar man.